# Hope (Maine)
Hope ist eine Town im Knox County des Bundesstaates Maine in den Vereinigten Staaten. Im Jahr 2020 lebten dort 1698 Einwohner in 892 Haushalten auf einer Fläche von 61,85 km².

## Geografie
Nach dem United States Census Bureau hat Hope eine Gesamtfläche von 61,85 km², von der 56,88 km² Land sind und 4,97 km² aus Gewässern bestehen.

### Geografische Lage
Hope liegt im Nordosten des Knox Countys und grenzt an das Waldo County. Es gibt mehrere kleine Seen auf dem Gebiet der Town. Der größte ist der Alford Lake im Westen. Im Osten befinden sich der Hobbs Pond und der Fish Pond sowie im Südwesten der Lermond Pond. Die Oberfläche des Gebietes ist leicht hügelig, die höchste Erhebung ist der 336 m hohe Hatchet Mountain.

### Nachbargemeinden
Alle Entfernungen sind als Luftlinien zwischen den offiziellen Koordinaten der Orte aus der Volkszählung 2010 angegeben.
- Norden: Searsmont, Waldo County, 4,8 km
- Nordosten: Lincolnville, Waldo County, 13,4 km
- Osten: Camden, 13,6 km
- Südosten: Rockport, 11,0 km
- Süden: Warren, 7,5 km
- Südwesten: Union, 10,9 km
- Nordwesten: Appleton, 8,3 km

### Stadtgliederung
In Hope gibt es mehrere Siedlungsgebiete: Athearns Corner, Grants Turn, Hope, North Hope Corner, Payson Corner und South Hope.

### Klima
Die mittlere Durchschnittstemperatur in Hope liegt zwischen −7,2 °C (19 °Fahrenheit) im Januar und 20,6 °C (69 °Fahrenheit) im Juli. Damit ist der Ort gegenüber dem langjährigen Mittel der USA um etwa 6 Grad kühler. Die Schneefälle zwischen Oktober und Mai liegen mit bis zu zweieinhalb Metern mehr als doppelt so hoch wie die mittlere Schneehöhe in den USA; die tägliche Sonnenscheindauer liegt am unteren Rand des Wertespektrums der USA.

## Geschichte
Erste europäische Siedler erreichten das Gebiet von Hope in den 1780er Jahren. Vorangetrieben wurde die Besiedlung durch Charles Barrett, der im Jahr 1785 ein Patent durch das Plymouth Council bekam, in dem er sich verpflichtete, innerhalb von 3 Jahren 45 Siedler anzusiedeln. Dafür sollte er die Hälfte der Fläche des Gebietes bekommen. Erste von ihm angeworbene Siedler erreichten 1786 das Gebiet.
Das Hope erst 1804 als Town organisiert wurde, lag an der Blockade der ursprünglichen Landspekulanten, die den Grant für Hope erhalten hatten, jedoch erst einen kleinen Teil ihrer Anteile verkauft hatten. Sie wollten keine Steuern für die Errichtung von Schule, Friedhof und weiterer Infrastruktur zahlen. Am 23. Juni 1804 jedoch fand die Organisation als Town statt und aus Barrettstown Plantation wurde die Town Hope. Land wurde im Jahr 1843 an die benachbarte Town Appleton abgegeben. Etwa ein Drittel des Gebietes und dazu noch der Teil, der am wirtschaftlichsten war, spalteten sich ab.

### Einwohnerentwicklung
| Volkszählungsergebnisse – Town of Hope, Maine | Volkszählungsergebnisse – Town of Hope, Maine | Volkszählungsergebnisse – Town of Hope, Maine | Volkszählungsergebnisse – Town of Hope, Maine | Volkszählungsergebnisse – Town of Hope, Maine | Volkszählungsergebnisse – Town of Hope, Maine | Volkszählungsergebnisse – Town of Hope, Maine | Volkszählungsergebnisse – Town of Hope, Maine | Volkszählungsergebnisse – Town of Hope, Maine | Volkszählungsergebnisse – Town of Hope, Maine | Volkszählungsergebnisse – Town of Hope, Maine |
| Jahr                                          | 1800                                          | 1810                                          | 1820                                          | 1830                                          | 1840                                          | 1850                                          | 1860                                          | 1870                                          | 1880                                          | 1890                                          |
| --------------------------------------------- | --------------------------------------------- | --------------------------------------------- | --------------------------------------------- | --------------------------------------------- | --------------------------------------------- | --------------------------------------------- | --------------------------------------------- | --------------------------------------------- | --------------------------------------------- | --------------------------------------------- |
| Einwohner                                     |                                               | 787                                           | 1179                                          | 1541                                          | 1770                                          | 1108                                          | 1064                                          | 907                                           | 830                                           | 641                                           |
|                                               |                                               |                                               |                                               |                                               |                                               |                                               |                                               |                                               |                                               |                                               |
| Jahr                                          | 1900                                          | 1910                                          | 1920                                          | 1930                                          | 1940                                          | 1950                                          | 1960                                          | 1970                                          | 1980                                          | 1990                                          |
| Einwohner                                     | 599                                           | 497                                           | 424                                           | 464                                           | 524                                           | 504                                           | 525                                           | 500                                           | 730                                           | 1017                                          |
|                                               |                                               |                                               |                                               |                                               |                                               |                                               |                                               |                                               |                                               |                                               |
| Jahr                                          | 2000                                          | 2010                                          | 2020                                          | 2030                                          | 2040                                          | 2050                                          | 2060                                          | 2070                                          | 2080                                          | 2090                                          |
| Einwohner                                     | 1310                                          | 1536                                          | 1698                                          |                                               |                                               |                                               |                                               |                                               |                                               |                                               |

## Wirtschaft und Infrastruktur

### Verkehr
Die Maine State Route 17 verläuft durch die südliche Ecke der Town in westöstlicher Richtung. Die Maine State Route 105 verläuft ebenfalls in westöstlicher Richtung entlang der nordöstlichen Grenze von Hope. Zentral durch das Gebiet, in nordsüdlicher Richtung, verläuft die Maine State Route 235.

### Öffentliche Einrichtungen
Es gibt keine medizinischen Einrichtungen oder Krankenhäuser in Hope. Die nächstgelegenen befinden sich in Camden, Waldoboro und Rockland.
In Hope befindet sich die Hope Library in der Camden Road. Sie wurde im Jahr 1991 gegründet.

### Bildung
Hope gehört zusammen mit Appleton, Camden, Lincolnville und Rockport zum Five Town School Districts. Sie bilden den MSAD 28 und die Union 69.
Im Schulbezirk werden den Schulkindern mehrere Schulen angeboten:
- Camden Hills Regional High School Schulklassen 9–12, in Camden
- Camden-Rockport Middle School Schulklassen 5–8, in Camden
- Camden-Rockport Elementary School Schulklassen K-4, in Camden
- Appleton Village School Schulklassen K-8, in Appleton
- Hope Elementary School Schulklassen K-8, in Hope
- Lincolnville Central School Schulklassen K-8, in Lincolnville